# دونالد کوک (هنرپیشه)
دونالد کوک (انگلیسی: Donald Cook؛ ‏ ۲۶ سپتامبر ۱۹۰۱ – ۱ اکتبر ۱۹۶۱) بازیگر اهل ایالات متحده آمریکا بود. وی بین سال‌های ۱۹۲۶ تا ۱۹۵۹ میلادی فعالیت می‌کرد.
از فیلم‌های او می‌توان به قایق نمایش و گروه موسیقی وارد می‌شود اشاره کرد.